# Mont Kamui (lac Mashū)
Pour les articles homonymes, voir Mont Kamui (Urakawa-Hiroo), Mont Kamui (Niikappu-Kasai) et Mont Kamui (Okushiri).
Le mont Kamui (カムイヌプリ, Kamui-nupuri), aussi appelé Kamuinupuri ou mont Mashū, est un stratovolcan endormi et un cône parasite de la caldeira Mashū (elle-même à l'origine un cône parasite du lac Kussharo) culminant à 857 m d'altitude dans le parc national d'Akan de Hokkaidō au Japon.

## Volcanisme
Le mont Kamui s'est élevé sur le pourtour de la caldeira Mashū large de 6 km il y a environ 4 000 ans, après l'effondrement du volcan Mashū. Sa dernière éruption s'est produite il y a environ 1 000 ans.

## Tourisme
Les randonneurs peuvent suivre un sentier boisé de 7,2 km vers le sommet de la montagne et marcher le long de la crête de la caldeira qui offre un dénivelé de 300 m au-dessus du lac Mashū.

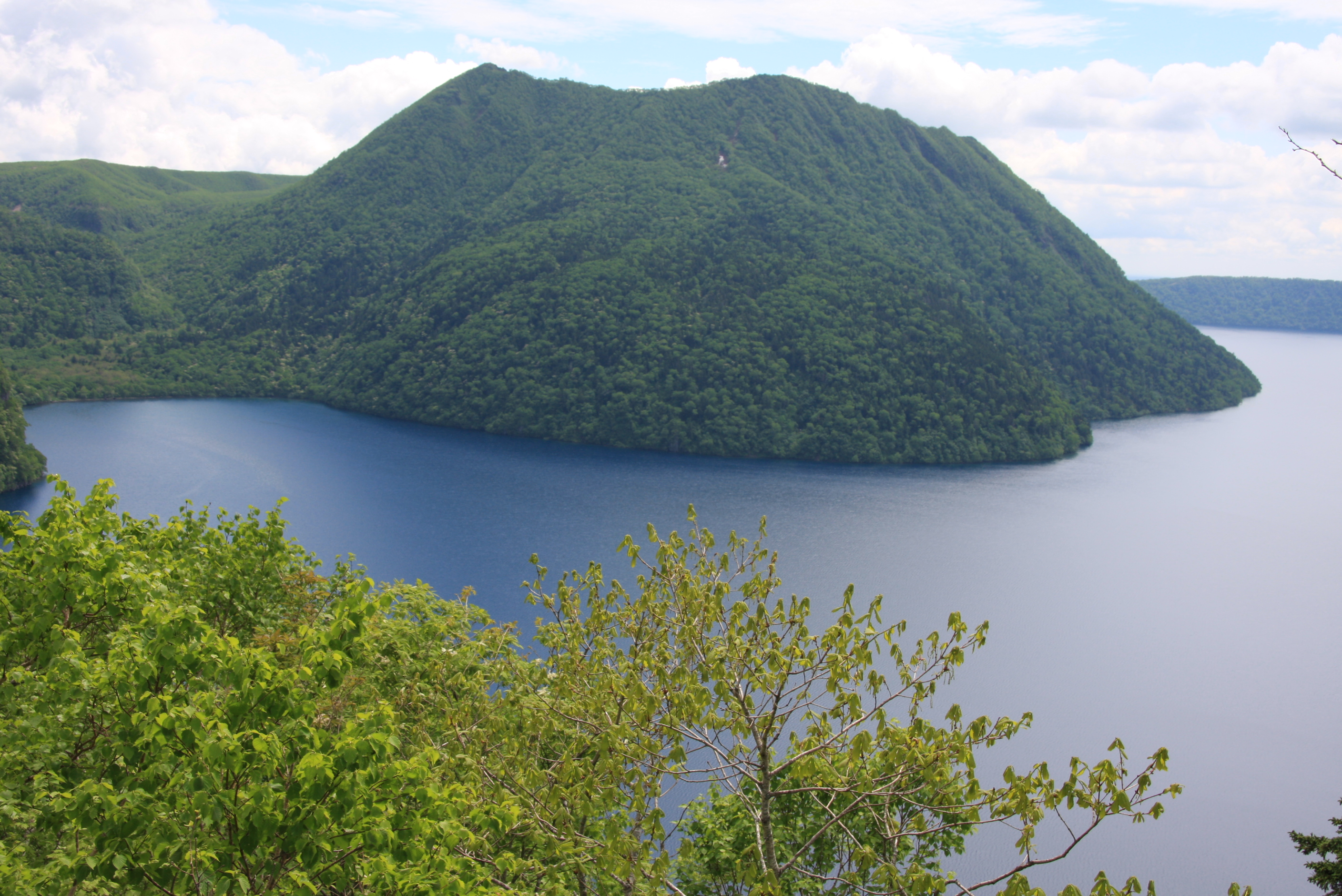
Le mont Kamui domine le lac Mashū.
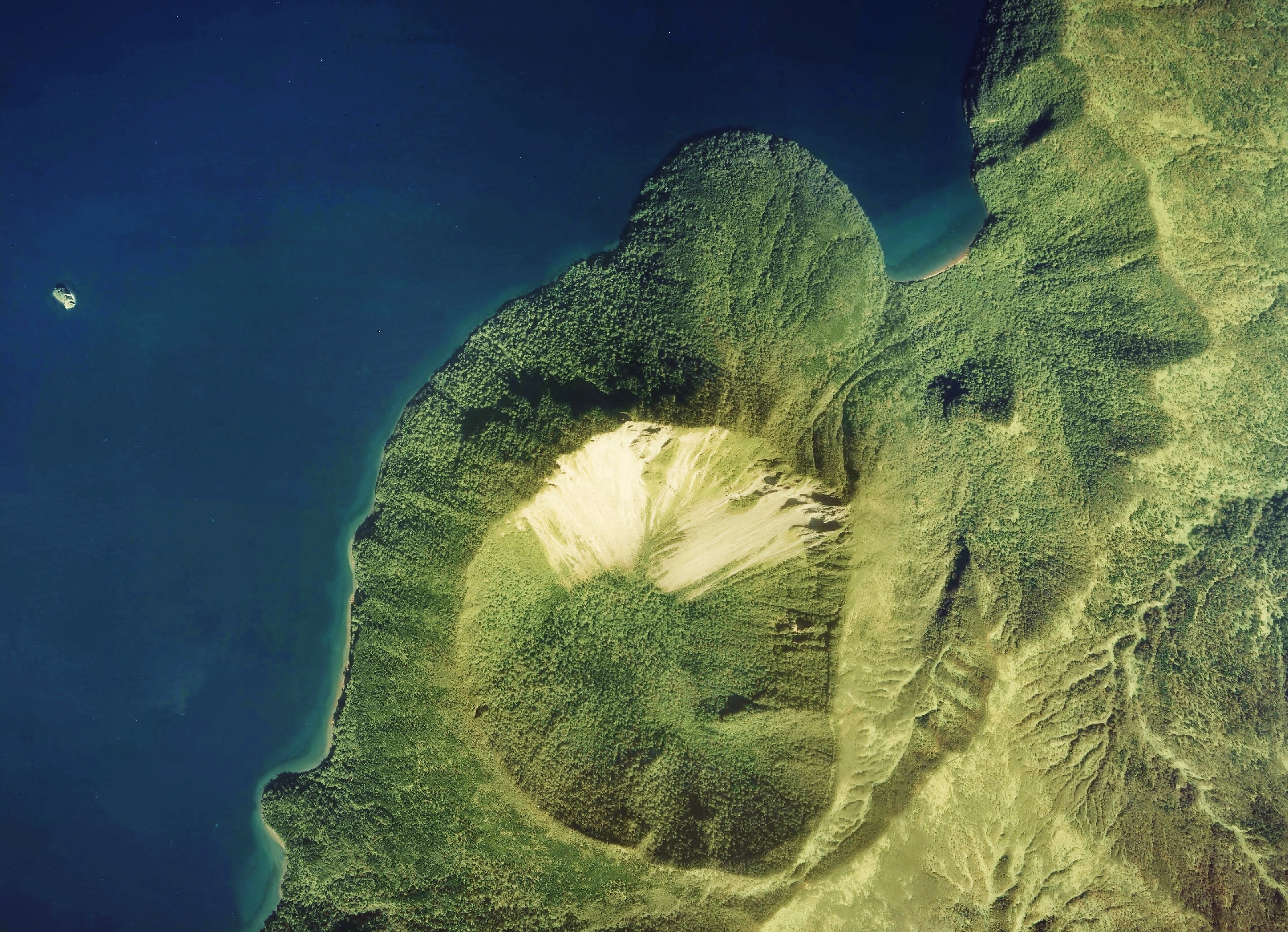
Vue aérienne du mont Kamui et du lac Mashū.
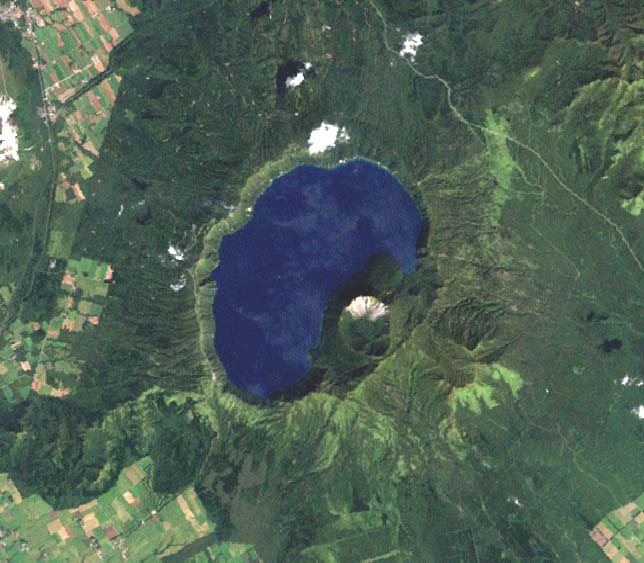
Vue aérienne du lac Mashū.